# Heliococcus kehejanae
Heliococcus kehejanae är en insektsart som beskrevs av Ter-grigorian 1967. Heliococcus kehejanae ingår i släktet Heliococcus och familjen ullsköldlöss.
Artens utbredningsområde är Armenien. Inga underarter finns listade i Catalogue of Life.